# Tomás José de Sousa Soares de Andrea
Tomás José de Sousa Soares de Andrea (Lisboa, 25 de Julho de 1777 — Vila Viçosa, 26 de Dezembro de 1826) foi um militar português.

## Biografia
Filho de José Joaquim Soares de Andrea (Lisboa, Olivais, bap. 24 de Setembro de 1744 - 14 de Julho de 1800), Fidalgo Português neto materno dum Italiano descendente duma das principais famílias de Génova, Cavaleiro da Ordem de Nosso Senhor Jesus Cristo e Fidalgo da Casa Real, e de sua mulher Isabel Narcisa de Sant'Ana e Sousa, era irmão mais velho de Francisco José de Sousa Soares de Andrea, Barão de Caçapava no Brasil, José Maria de Sousa Soares de Andrea e Bernardo José de Sousa Soares de Andrea.
Oficial do Exército Português, assentou Praça muito novo, no Regimento de Cavalaria N.º 7. Contava alguns anos de serviço no Exército quando, em 1801, D. Carlos IV de Espanha, por sugestão da França, declarou guerra a Portugal, guerra que terminou pelo Tratado de Paz de Badajoz, a 6 de Junho do mesmo ano. Fez essa campanha na companhia de seu irmão mais novo Francisco José de Sousa Soares de Andrea, depois 1.º Barão de Caçapava.
Como Oficial, distinguiu-se notavelmente durante a Guerra Peninsular, sendo considerado um dos melhores e mais arrojados Oficiais do Exército Português.
Quando a Guerra Civil Portuguesa assolou o país em 1826, Tomás José de Sousa Soares de Andrea, ao tempo Capitão, comandava em Vila Viçosa, dois Esquadrões do Regimento de Cavalaria N.º 7. Confiando em informações das autoridades locais, que lhe garantiam que o inimigo se tinha retirado, foi surpreendido por uma força considerável de Infantaria comandada pelo Brigadeiro António Tavares Magessi. A surpresa fez-se de madrugada, quando a uma grande parte dos cavalos se haviam retirado os freios para poderem comer e descansar das fadigas da véspera. A suposta retirada havia sido anunciada para preparar a surpresa e facilitar o assalto imprevisto. Tomás José de Sousa Soares de Andrea foi surpreendido por uma descarga dada para dentro do Quartel, quase à queima-roupa, e, vendo a porta tomada de assalto, veio sozinho, de espada em punho, defender a entrada, enquanto se aparelhavam os cavalos. Na defesa da porta do Quartel recebeu grande número de feridas e bala e de baioneta sem se render, até que, atingido nos rins por uma bala, caiu mortalmente ferido. Dias depois, morreu, com pouco mais de 46 anos, este Oficial de quem a Pátria e a Causa da Liberdade tinham a esperar grandes serviços. Em homenagem ao seu valor e morte heróica, o Governo concedeu aos filhos de Tomás José de Sousa Soares de Andrea o soldo do pai, enquanto fossem de menor idade.
O seu neto paterno Álvaro de Oliveira Soares de Andrea, na dedicatória do seu livro O Systema decimal mundial e o Relogio decimal, Typografia e Papelaria Corrêa & Raposo, Lisboa, 1909, diz ter sido Major de Cavalaria, morto em combate em Vila Viçosa em 5 de Dezembro de 1826.
Casou com Maria Hedviges da Graça Torres (Lisboa, 1801 - ?) e foi pai de Álvaro José de Sousa Soares de Andrea, Almirante, que foi Lente da Escola Naval, Augusto José de Sousa Soares de Andrea, Almirante, Revolucionário de 1846, emigrado para o Brasil, e Tomás José de Sousa Soares de Andrea (1824).